# Finnveden
Finnveden er vikingetidens og middelalderens navn for et af de oprindelige "små lande", nærmere bestemt den vestligste del af Småland i Sverige, omfattende de tre herreder Sunnerbo, Västbo og Östbo.
Forleddet er ordet finn(e), brugt enten om folkeslaget eller på "strejfende jægere og fiskere". Efterleddet er sandsynligvis ed(e) "vej", her Lagastigen, men det kan også være "hed" (dansk hede) i betydningen skovområde. Den ældste kendte teksthenvisning til Finnveden er fra den gotiske historiker Jordanes, som i sin tekst De origine actibusque Getarum  (Om goternes oprindelse og bedrifter) fra år 551 beretter om finnaithe, en af stammerne i Skandinavien.

## Borge i Finnveden
- Piksborg